# Marion Blondeau
Marion Blondeau (ur. 30 czerwca 1986 w Sainte-Claude) – francuska biathlonistka, złota medalistka Mistrzostw Świata Juniorów w 2006 w sprincie. Na swoim koncie ma również trzy srebrne i jeden brązowy medal mistrzostw świata juniorów oraz brązowy medal mistrzostw europy juniorów.

## Osiągnięcia

### Mistrzostwa Świata Juniorów
| Rok  | Miejsce              | IN | SP | PU | MS | RL |
| 2006 | Presque Isle         | 1  | 3  | 2  |    | 2  |
| 2007 | Martell-Val Martello | 20 | 25 | 23 |    | 2  |

### Mistrzostwa Europy Juniorów
| Rok  | Miejsce           | IN | SP | PU | MS | RL |
| 2006 | Langdorf-Arbersee |    | 24 | 14 |    | 3  |

IN – bieg indywidualny, SP – sprint, PU – bieg pościgowy, MS – bieg ze startu wspólnego, RL – sztafeta